# Феррара, Розина
Рози́на Ферра́ра (итал. Rosina Ferrara; 1861, Анакапри, Капри — 1934, Нью-Йорк) — итальянская натурщица и модель, художница.

## Биография
Дочь крестьянина, её мать была потомком знаменитого пирата по кличке Барбаросса. Отличалась экзотической красотой. Была моделью многих художников, посещавших Капри.

## Модель
Наиболее известен из них американец Джон Сарджент, в 1878 году приехавший на остров. В 1880-х годах Розина была подругой бельгийского живописца Альфреда Стевенса. В 1891 году вышла замуж за американского художника Джорджа Рендольфа Бэрса и переехала с ним в США. Их брак был долгим и счастливым. Через три года после смерти Розины от рака Джордж Бэрс покончил с собой.

## Галерея работ Джона Сарджента

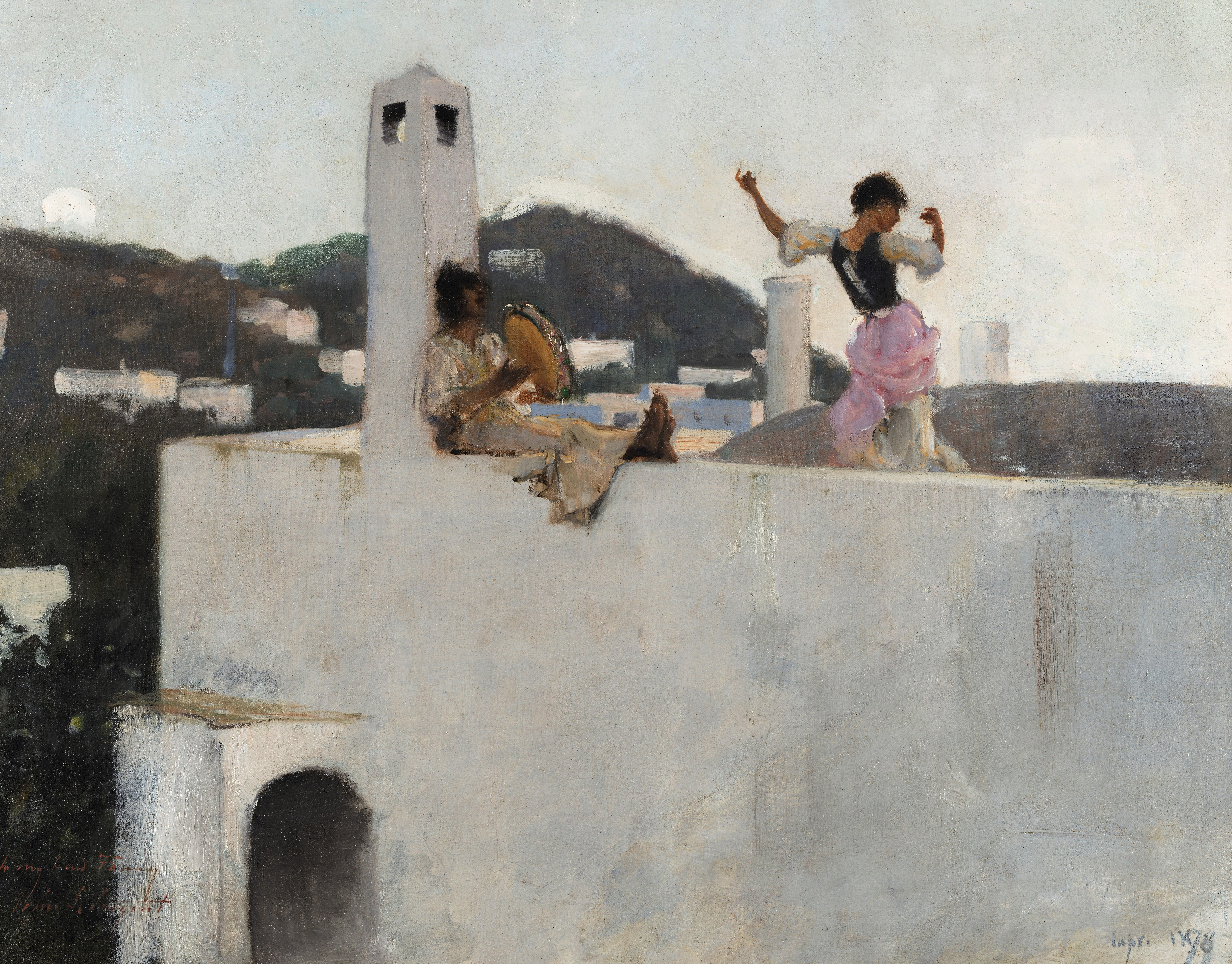
Розина Феррара танцует тарантеллу на крыше гостиницы, 1878
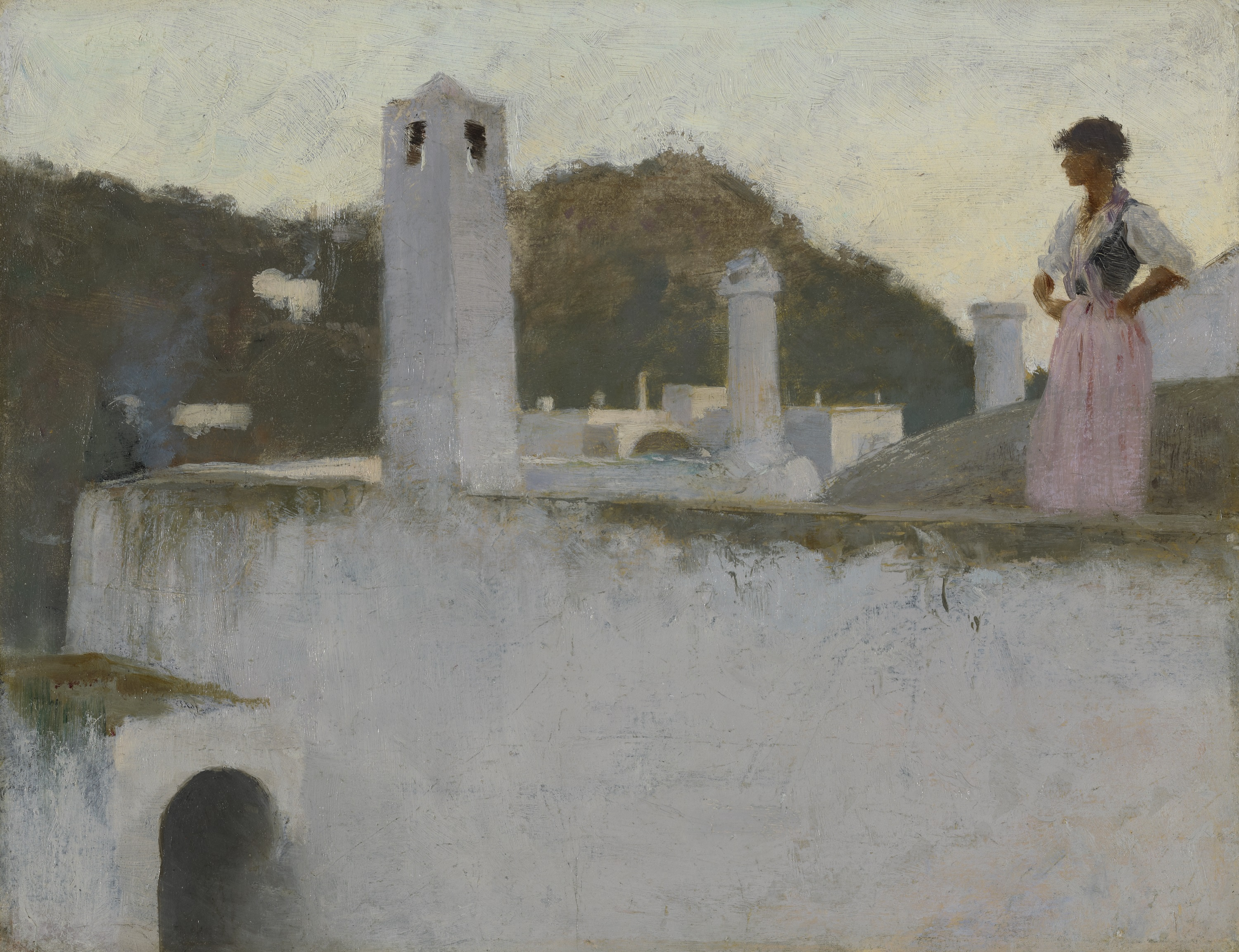
Розина Феррара на крыше гостиницы, 1878
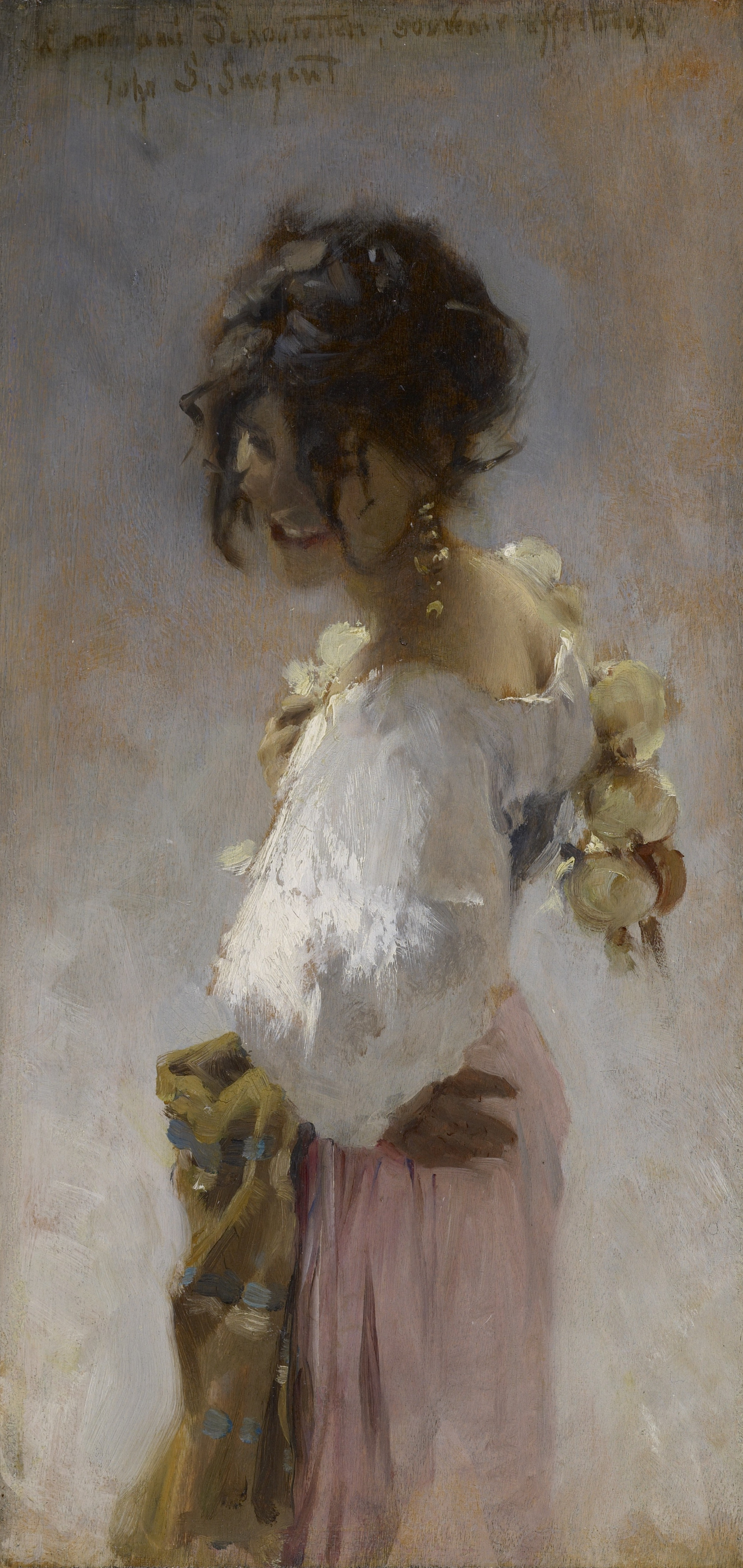
Розина Феррара, 1878
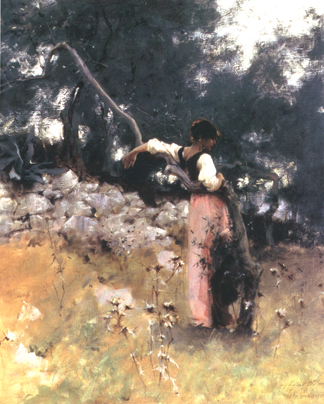
В масличной роще, 1878